# Acide nonadécylique
L'acide nonadécylique ou acide nonadécanoïque (nom systématique) est un acide gras à chaîne longue (AGCL, C19:0) de formule semi-développée CH3(CH2)17COOH.